# Houghton Fire Hall
Koordinaten: 47° 7′ 16,7″ N, 88° 34′ 5,9″ W

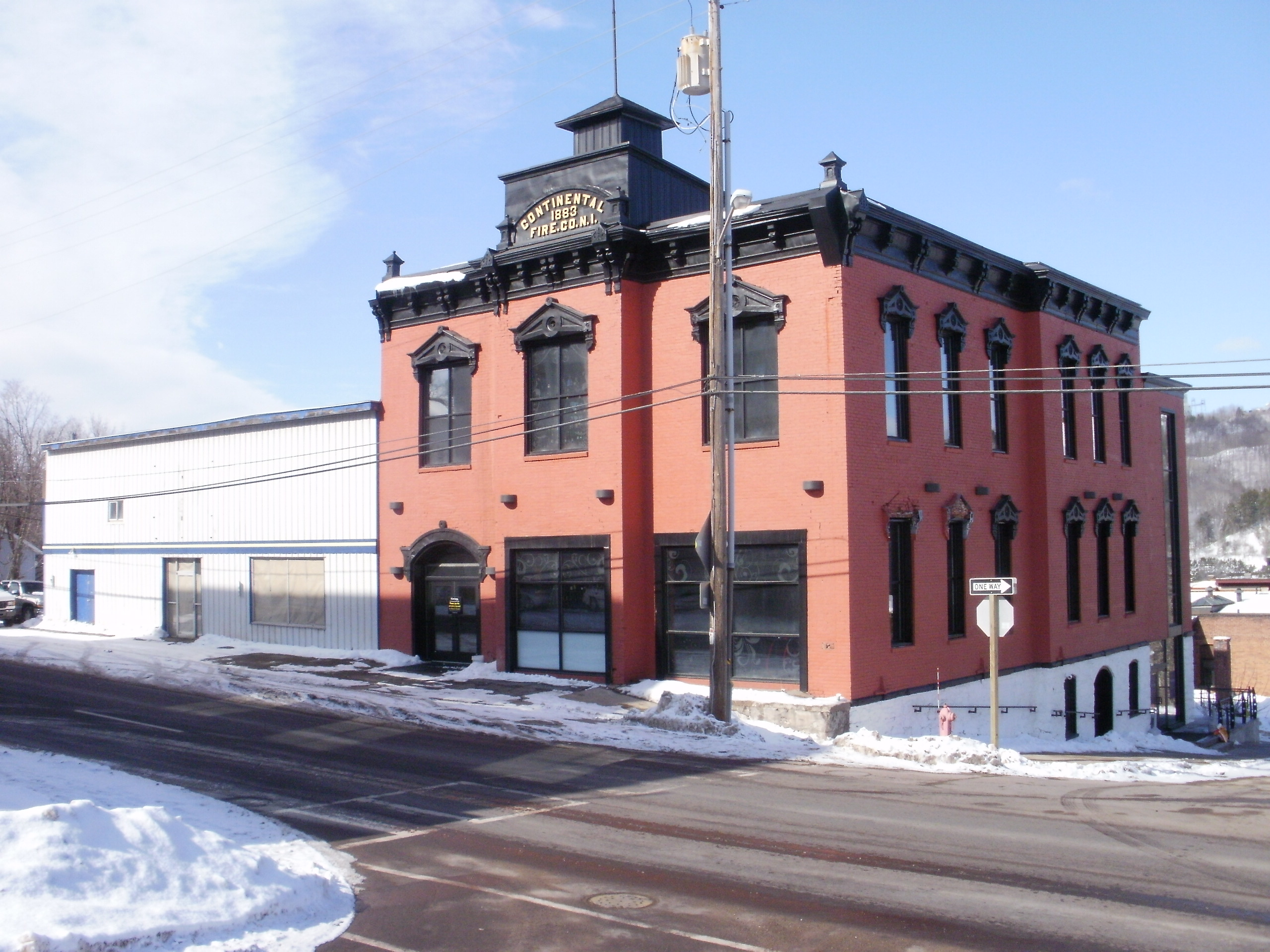
Houghton Fire Hall 2012

Die Houghton Fire Hall, offiziell Continental Fire Company Building, ist ein ehemaliges Feuerwehrhaus an der Ecke von Huron Street und Montezuma Avenue in Houghton in Michigan, Vereinigte Staaten. In dem Gebäude hatte die Michigan Mining School ihre Anfänge genommen. Das Bauwerk ist als Michigan State Historic Site eingestuft.

## Geschichte
Die Continental Fire Company wurde 1860 in Houghton gegründet. Das erste Feuerwehrhaus wurde 1861 am Ufer des Oberen Sees erbaut, etwa da, wo sich heute die Portage Lake Lift Bridge befindet.
Ein neues Feuerwehrhaus wurde im Jahr 1883 an der Ecke von Huron Street und Montezuma Street gebaut. Die Continental Fire Company nutzte das Kellergeschoss, in dem Pferde untergebracht waren sowie das Erdgeschoss, in dem die Spritzenwagen abgestellt waren. Im zweiten Stock befanden sich Büroräume der Ortsverwaltung. Die Michigan Mining School, heute die Michigan Technological University, hielt 1886 bis 1889 ihre Vorlesungen in diesen Räumlichkeiten ab. In den Anfangsjahren des 20. Jahrhunderts wurde das Gebäude an der Nordseite verlängert, um mehr Hafer und Heu für die Pferde lagern zu können. 1916 wurde an der Westseite angebaut, um zwei weitere Löschfahrzeuge unterzubringen.
Die Stadt gab in den 1930er Jahren ihre Büros in dem Feuerwehrhaus auf. Am 5. August 1966 wurde eine Gedenktafel aus Bronze enthüllt, die an die frühere Nutzung des Gebäudes als Universitätsgebäude erinnert. 1974 bezog die Feuerwehr ein neues, zentraler gelegenes Feuerwehrhaus, das an der Sharon Avenue erbaut wurde, um die mehr Platz benötigende modernere Ausrüstung unterzubringen. Die Feuerglocke wurde im Oktober 1975 entfernt und in das neue Feuerwehrhaus gebracht. Der westliche Anbau wurde verkauft und beherbergte einen Handel für Autozubehör.
Das Feuerwehrhaus wurde am 6. August 1976 als Michigan State Historic Site eingestuft. 1978 kaufte die Universität das Gebäude von der Stadt, um es als Lagergebäude zu nutzen. Es wurde 2010 an eine private Gruppe verkauft, die es renovierte und im Februar 2012 in einen Unterhaltungsbetrieb umwandelte.

## Architektur
Die Feuerwache ist ein Flachdachgebäude mit drei Stockwerken – zwei Vollgeschossen über der Erde und das Kellergeschoss – aus Backsteinen im Italianate-Stil. Das Fundament ist auch Bruchsteinen gemauert und weiß gestrichen. Ein kleiner, viereckiger Uhrenturm befand sich ursprünglich an der Kuppel an der Vorderseite des Gebäudes. Der vertikale Raum diente als Schlauchturm zum Trocknen der Feuerwehrschläuche.